# Hybridord
Et hybridord er et sammensat ord, hvis led stammer fra to eller flere forskellige sprog. Ofte er der tale om sammensætninger af græske og latinske ord, eksempelvis:
- Automobil – af græsk αὐτός (autos), "selv", og latinsk mobilis, "bevægelig"
- Bigami – af latinsk bis, "to gange", og græsk γάμος (gamos), "ægtestand"
- Homoseksuel – af græsk ὁμός (homos), "samme", og latinsk sexus, "køn"
- Hybridord – af latinsk hybridus, og dansk ord
- Kuldioxid - af dansk kul og latinsk dioxid, "tveilte"
- Television – af græsk τῆλε (tēle), "fjern", og latinsk vision, "syn"